# (15004) Vallerani
(15004) Vallerani (1997 XL10) – planetoida z pasa głównego asteroid okrążająca Słońce w ciągu 5,14 lat w średniej odległości 2,98 j.a. Odkryta 7 grudnia 1997 roku.